# Gare d'Oggaz
Ne doit pas être confondu avec Gare de Mohammédia.
La gare d'Oggaz est une gare ferroviaire algérienne située sur le territoire de la commune d'Oggaz, dans la wilaya de Mascara.

## Situation ferroviaire
La gare se situe sur la ligne d'Alger à Oran, où elle est précédée de la gare de Sig et suivie de celle de Oued Tlelat.

## Service des voyageurs

### Dessertes
La gare d'Oggaz est desservie par les trains régionaux des liaisons :
- Oran - Chlef[1] ;
- Oran - Relizane[2].